# سیارک ۱۶۱۹۳
سیارک ۱۶۱۹۳ (به انگلیسی: 16193 Nickaiser، نامگذاری:2000AV207) شانزده هزار و صد و نود و سومین سیارک کشف شده‌است که در ۴ ژانویه ۲۰۰۰ کشف شد.
قدر مطلق سیارک برابر ۱۵.۵ است.